# 2010年亚洲残疾人运动会轮椅篮球比赛
2010年亞洲殘疾人運動會輪椅籃球比賽於12月13日至12月18日在中國廣州廣藥體育館舉辦，此次比賽共設兩個小項，其中女子項目不頒發銅牌，因為該項目僅有三支隊伍參賽。

## 獎牌統計
| 排名 | 国家／地区  | 金牌 | 银牌 | 铜牌 | 總數 |
| ---- | ----------- | ---- | ---- | ---- | ---- |
| 1    | 日本（JPN） | 2    | 0    | 0    | 2    |
| 2    | 中国（CHN） | 0    | 2    | 0    | 2    |
| 3    | 韩国（KOR） | 0    | 0    | 1    | 1    |
| 總計 | 總計        | 2    | 2    | 1    | 5    |

## 各項成績
| 項目   | 金牌 | 银牌 | 铜牌 |
| 男子組 | 日本（JPN） · 藤井新悟 · 増渕倫巳 · 東海林和幸 · 筱田匡世 · 佐藤聰 · 坂本智 · 京谷和幸 · 豐島英 · 白丸文明 · 宮島徹也 · 土子大輔 · 藤本怜央 | 中国（CHN） · 陳國俊 · 黃徐楠 · 楊磊 · 鄧建春 · 黎義全 · 許航 · 林銀海 · 張亦鳴 · 郭嚴冬 · 賴錦鴻 · 陳海江 · 鄢磊 | 韩国（KOR） · 金浩永 · 金東現 · 崔浩盛 · 吳東石 · 高光燁 · 章景植 · 李尹柱 · 李智元 · 白尚河 · 徐永東 · 金智南 · 方世勳 |
| 女子組 | 日本（JPN） · 吉田繪里架 · 浦元美喜 · 北澗優衣 · 內海萌 · 添田智惠 · 上村知佳 · 萩野真世 · 大砂祥子 · 井上郁美 · 網本麻里                   | 中国（CHN） · 楊三 · 王曉艷 · 付永青 · 郝文華 · 彭鳳玲 · 劉曼 · 陳秋蓉 · 鄧明珠 · 李艷華 · 龍雲 · 張彥麗          | |